# قانون الدفاع عن الزواج
قانون الدفاع عن الزواج (DOMA) هو قانون اتحادي للولايات المتحدة أقره كونغرس الولايات المتحدة الرابع بعد المائة ووقعه الرئيس بيل كلينتون ليصبح قانونا. إنه يعرّف الزواج لأغراض فيدرالية على أنه اتحاد بين رجل و‌امرأة، ويسمح للولايات برفض الاعتراف بزواج المثليين الممنوح بموجب قوانين الولايات الأخرى. واعتبرت أحكام القانون غير دستورية أو تركت غير قابلة للتنفيذ فعليا بموجب قرارات المحكمة العليا في قضيتي الولايات المتحدة ضد وندسور (2013) و‌أوبرجيفل ضد هودجز (2015).
ظهر زواج المثليين كقضية في أواخر الثمانينيات، مما أثار معارضة خاصة من الجماعات المحافظة اجتماعيا. وقدم عضو الكونغرس بوب بار والسيناتور دون نيكلز، وكلاهما عضو في الحزب الجمهوري، مشروع القانون الذي أصبح DOMA في مايو 1996. ومرت بأغلبية كبيرة ومقاومة لحق النقض في مجلسي الكونغرس، مع معارضة من حوالي ثلث التجمع الديمقراطي في كل من مجلس النواب ومجلس الشيوخ. وانتقد كلينتون القانون باعتباره «مثيرا للخلاف وغير ضروري»، لكنه وقعه مع ذلك ليصبح قانونا في سبتمبر 1996.
وتسمح المادة 2 من القانون للولايات برفض الاعتراف بزواج المثليين الذي تجريه ولايات أخرى. تقنن المادة 3 عدم الاعتراف بزواج المثليين لجميع الأغراض الاتحادية، بما في ذلك استحقاقات التأمين لموظفي الحكومة، واستحقاقات الباقين على قيد الحياة في الضمان الاجتماعي، والهجرة، والإفلاس، وتقديم إقرارات ضريبية مشتركة. كما أنه يستبعد الأزواج من نفس الجنس من نطاق القوانين التي تحمي أسر الموظفين الاتحاديين، والقوانين التي تقيم أهلية المعونة المالية، وقوانين الأخلاقيات الاتحادية المطبقة على الأزواج من الجنس الآخر.
بعد إقرارها، كان DOMA عرضة للعديد من الدعاوى القانونية وجهود الإلغاء.

## التشريع ودور الرئيس كلينتون
كتب الممثل عن جورجيا بوب بار، الذي كان آنذاك جمهوري، قانون الدفاع عن الزواج وعرضه في مجلس النواب في 7 مايو 1996. وقدم السناتور دون نيكلز (ج. من أوكلاهوما) مشروع القانون في مجلس الشيوخ. وذكرت اللجنة القضائية التابعة لمجلس النواب أن القانون كان يقصد به الكونغرس «التعبير عن حكم أخلاقي جماعي واحترامه والتعبير عن عدم الموافقة الأخلاقية على المثلية الجنسية». وقد صرح رعاة القانون في الكونغرس الأمريكي بأن مشروع القانون يعدل قانون الولايات المتحدة ليوضح ما يفهم في القانون الاتحادي منذ أكثر من 200 سنة؛ أن الزواج هو الزواج الشرعي للرجل والمرأة كزوج وزوجة، والزوج هو زوج أو زوجة من الجنس الآخر.

## وصلات خارجية
- GovTrack
- Library of Congress